# Футболофилия
Футболофилия — коллекционирование самых разных материалов о футболе, футболистах, спортивных матчах и их результатах. В лексикон коллекционеров термин «футболофил» вошёл в конце 1960-х гг, первым кто стал их применять, был замечательный пропагандист футбола, доцент Ростовского института инженеров железнодорожного транспорта, составитель ростовских программ футбольных матчей и радиокомментатор Игорь Кулжинский (1915–1980) — в своей книге «Словарь любителя футбола», изданной Ростовским издательством «Молот» в 1969 и 1970 гг., Кулжинский впервые в печатном издании не только впервые употребил термин «футболофил», но и дал его определение: «Футболофил» — любитель, коллекционирующий всё, что относится к чемпионату, либо занимается статистикой. Футболофилы собирают программки, календари — справочники, различную литературу, значки, вымпелы, афиши, сувениры, фотографии спортсменов и т.д.
Футболофилия может служить примером тематического интереса, ибо в материалы о футболе могут включаться значки (фалеристика), вымпелы и флаги (вексиллология), юбилейные монеты (нумизматика), биографические сведения о футболистах (просопография) и т.д. 
В Лондоне действует музей футбола (основан в 2001 году), созданный для сохранения и демонстрации ряда важных коллекций памятных экспонатов футбола, в нём также котором показывают пятнадцатиминутные фильмы о выдающихся матчах прошлого.